# Гардош, Флорин
Флорин Гардош (рум. Florin Gardoș; 29 октября 1988, Сату-Маре, Румыния) — румынский футболист, защитник. Выступал в составе сборной Румынии.

## Карьера

### Клубная
17 июня 2010 года пополнил состав «Стяуа». 16 августа 2010 года дебютировал за клуб в матче Лиги I против «Виктории» из Брэнешти.
14 августа 2014 года перешёл в клуб АПЛ «Саутгемптон», сумма трансфера составила 7,5 млн евро

### В сборной
Гардош дебютировал в национальной сборной Румынии 8 февраля 2011 года в товарищеском матче против сборной Украины.

## Достижения
- Чемпион Румынии: 2012/13, 2013/14
- Обладатель Кубка Румынии: 2011
- Обладатель Суперкубка Румынии: 2013.